# Wiglaf van Mercia
Wiglaf  was van 827 tot 839 koning van Mercia. Zijn afkomst is niet duidelijk. Hij had een zoon Wigmund, die getrouwd was met Ælfflæd (dochter van Ceolwulf), samen hadden ze een zoon Wigstan.

## Context
Sinds de regering van Ceolwulf I van Mercia (821-823) heerste er beroering over het koninkrijk. Ook Wiglaf werd er niet van gespaard, kort na zijn aantreden viel koning Egbert van Wessex het land binnen en veroverde Mercia (829-830). Over de periode die volgde, tast men in het duister. De Angelsaksische kroniek meldt, Wiglaf kreeg het Koninkrijk Mercia in 830 terug, de reden waarom staat niet vermeld, voer voor veel hypotheses.
Over het leven van aartsbisschop van Canterbury Ceolnoth (833-870) weten we dat de regio te kampen had met invallen van de Vikingen. Ook koning Egbert van Wessex voerde verschillende oorlogen tegen de Denen.
De datum van overlijden van Wiglaf wordt niet rechtstreeks in een van de primaire bronnen vermeld, maar kan worden bepaald aan de hand van chronologieën van zijn opvolgers. Het lijkt er dus op dat Wiglafs regering eindigde in 839. Zijn zoon was Wigmund en zijn kleinzoon Wigstan, of beide hebben geregeerd is een vraagteken. Er zijn bijna geen munten van Mercia bekend uit de jaren 830, vanaf koning Beorhtwulf worden ze terug geslagen.